# Scarletto – Schloß des Blutes
Scarletto – Schloß des Blutes (Originaltitel Il boia scarlatto, Alternativtitel Bloody Pit of Horror) ist ein italienischer Horrorfilm aus dem Jahr 1965 von Massimo Pupillo, der unter seinem Pseudonym Max Hunter Regie führte, und unter dem Pseudonym Ralph Zucker die Produktion und eine Rollenbesetzung übernahm. In Deutschland erschien der Film auch unter den Titeln Der scharlachrote Henker und Das Schreckensschloß des scharlachroten Henkers.

## Handlung
John Steward, der sich wegen sadistischer Folterungen während seiner Arbeit und seiner roten Tracht den Namen Scharlachroter Henker verdiente, wird 1548 wegen Amtsmissbrauch zum Tode verurteilt. In einer eisernen Jungfrau wird er von Messern durchbohrt. Kurz vor seinem Tod schwört er Rache. Nur ein Siegel am Schrein unterdrückt den Geist Stewards. Die eiserne Jungfrau verbleibt im Kerker seines eigenen Schlosses, das daraufhin verflucht wird und von niemandem je wieder betreten werden soll.
In der Gegenwart. Der Schriftsteller Rick, sein Verleger Daniel Parks, dessen Sekretärin Edith, der Fotograf Dermott und fünf junge Models betreten ein scheinbar verlassenes Schloss, um Fotos für einen Horror-Fotoroman zu machen. Das Schloss ist aber, wie sich recht bald herausstellt, gar nicht verlassen. Der ehemalige Schauspieler Travis Anderson lebt hier. Der misanthrope Anderson schickt die Gruppe zunächst barsch weg, erkennt dann allerdings Edith, mit der er einst verlobt war. Daher ändert er seine Meinung, und die Gruppe darf über Nacht bleiben und auch mit ihrem Fotoshooting fortfahren. Jedoch besteht Anderson darauf, dass der Kerker für sie gesperrt ist und nicht betreten werden darf.
Die Gruppe ignoriert das Verbot und schießt im Kerker Fotos. Dabei lösen sie versehentlich das Siegel des Henkers. Bei den Aufnahmen kommt es zu einem ersten Todesfall, den alle zunächst für einen tragischen Unfall halten. Es stellt sich heraus, dass Anderson sich für die Wiedergeburt des Henkers hält und in dessen Kostüm nach und nach jedes Gruppenmitglied barbarisch tötet, bis nur noch Edith und Rick übrig sind. Anderson erliegt in einem letzten Gefecht im Folterkeller schließlich einem seiner eigenen Foltergeräte und stirbt an den vergifteten Widerhaken der „Lover-of-Death“-Maschine. Edith und Rick fliehen danach aus dem Schloss.

## Hintergrund

### Produktion
Als Produzenten fungierten Francesco Merli als Frank Merle und Massimo Pupillo als Ralph Zucker. Die Innenaufnahmen entstanden im Palazzo Borghese, die Außenaufnahmen am Castello Piccolomini. Hauptdarsteller Mickey Hargitay hatte gerade die Scheidung von Jayne Mansfield hinter sich gebracht, als die Produktion begann. Hargitay gab damals an, dass er wenig Erfahrung im Schauspiel gehabt hätte und bemerkte, dass er „nicht mehr ein versierter Schauspieler als ein Taxifahrer“ sei, aber dennoch das Gefühl habe, im Film eine gute Leistung erbracht zu haben.

### Veröffentlichung
Der Film feierte in Italien seine Premiere am 28. November 1965. Vertrieben wurde er von M.B.S. Cinematografica. Er spielte bei seiner Veröffentlichung insgesamt 65 Millionen italienische Lira ein. Unter dem Namen Bloody Pit of Horror erschien er am 16. Mai 1967 in den USA. Viele Nationen übernahmen den englischen Filmtitel. Gut zwei Monate später, am 14. Juli 1967, erschien der Film in der Bundesrepublik Deutschland.
Weitere Vertriebstitel in Deutschland für den Film sind The Red Hangman, Crimson Executioner, The Scarlet Executioner und Some Virgins for the Hangman.

## Rezeption
„Ein gescheiterter Schauspieler rückt mit mittelalterlichen Folterinstrumenten einer Mannequingruppe zu Leibe, die für eine Gruselproduktion posiert. Primitiver, inzwischen als Trash beliebter Horrorfilm.“

Der Film wurde überwiegend negativ von Kritikern aufgenommen. Moviebreak bezeichnet Hauptdarsteller Mickey Hargitay als „darstellerisch völlig untalentiert“. Des Weiteren wird das Kostüm belächelt. Final wird sich darüber geäußert, dass das Ende des Films durchaus mit ähnlichen Filmen wie Star Crash – Sterne im Duell mithalten kann, nur „eben nicht über die volle Distanz, dann wäre hier locker ein ganzer Punkt mehr drin“. Daher werden 5,5 von 10 Punkten vergeben. Filmchecker vergibt 7 von möglichen 10 Punkten und schreibt, dass der Film ein „Vergnügen für Liebhaber und Kenner von B-Film-Italien und bekloppt-schmieriger Sexploitation“ sei. Die Nacht der lebenden Texte weist gezielt darauf hin, dass es sich um einen sexistischen, frauenfeindlichen Film handelt. Die Medienhure urteilt: „Schlechte Filme können ihren Charme haben, da gibt es so manches zu entdecken. Doch für Der scharlachrote Henker ist es nur eine kurze Reise durch den Kosmos unterhaltsamer Trashfilme, denn letztendlich ist die hier dargebrachte Blödheit so langweilig und frei von Idee, dass schon das Nachdenken über den Streifen Schmerzen bereitet. Das Beste an dem Film ist sein Titel.“
In Filmrezensionen fiel häufig die Bezeichnung „trashig“. In seiner Analyse des Films für Italian Gothic Horror Films bezeichnete Roberto Curti den Film als „ausgesprochen kampflustig“ und vergleicht ihn mit Fotoromanen und Fumetti neri. Der italienische Kritiker Roberto Guidotti bezeichnete den Film als „einen Comic-Film mit einer Geschichte, die durch eine Reihe von Szenen, Bildern und Tempo erzählt wird, die eher Comics als Kino ähneln. In den leeren Räumen, die sich ständig öffnen und die Geschichte immobilisieren, man wäre oft versucht, ein paar Bildunterschriften und Sprechblasen einzufügen.“ In seinem Buch Italian Horror Film Directors beschrieb Louis Paul den Film als „einen lächerlichen, aber verstörenden und sadistischen Einstieg in das [Horror]-Genre“ und „eine Übung in Homophobie und die Erniedrigung von Frauen, die als Unterhaltung maskiert sind.“
Im Audience Score, der Publikumsbewertung auf Rotten Tomatoes, erhielt der Film bei über 250 Bewertungen eine Wertung von 21 %. In der Internet Movie Database hat der Film bei über 700 Stimmabgaben eine Wertung von 4,5 von 10,0 möglichen Sternen (Stand: 11. August 2022).
Am 7. Oktober 2022 wurde der Film im Rahmen der Reihe SchleFaZ gezeigt.